# Reforma protestante en Suiza

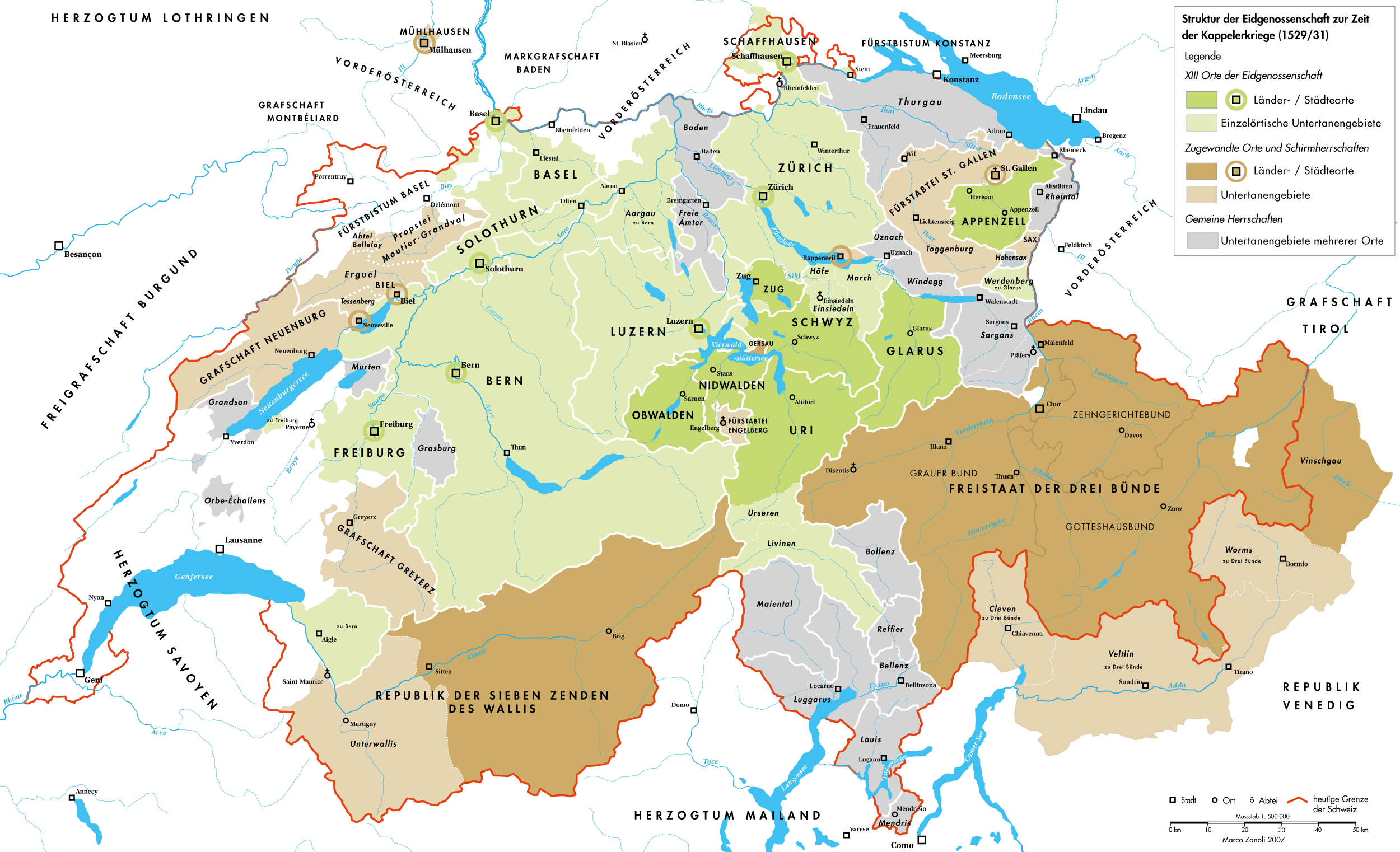
Mapa de los trece cantones de la confederación suiza en 1530 (verde) con sus territorios sujetos separados (verde claro), condominios (gris) y asociados (marrón).

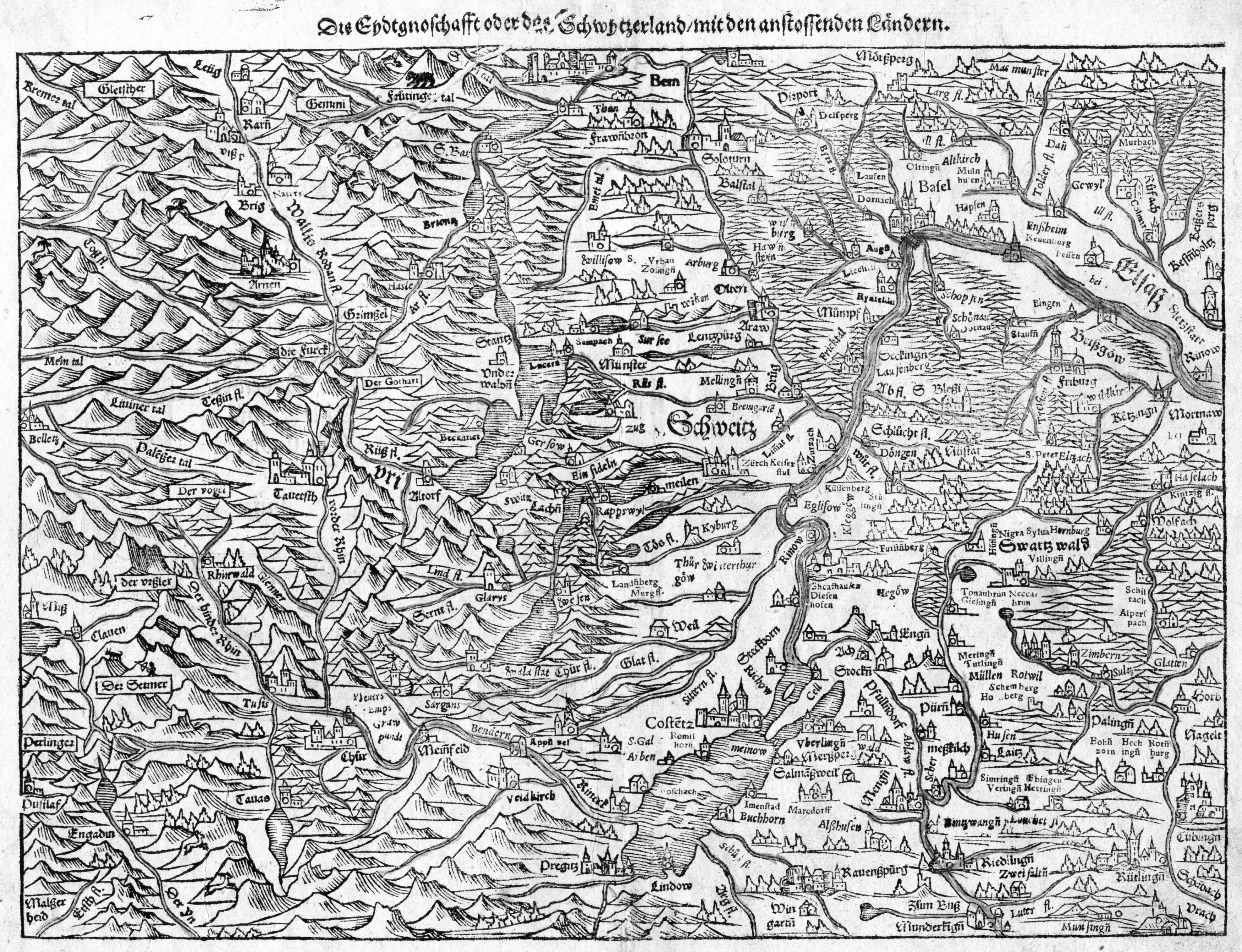
Mapa de la Confederación Suiza por Sebastian Münster (c. 1550).

La Reforma protestante en Suiza fue promovida inicialmente por Ulrico Zuinglio, que obtuvo el apoyo del magistrado Mark Reust y de la población de Zúrich en la década de 1520. Ello condujo a importantes cambios en la vida civil y en los asuntos de Estado en Zúrich y se extendió a varios otros cantones de la Antigua Confederación Suiza. Sin embargo, siete cantones siguieron siendo católicos, lo que provocó guerras intercantonales conocidas como Guerras de Kappel. Tras la victoria de los cantones católicos en 1531, estos procedieron a instaurar políticas de la Contrarreforma en algunas regiones. El cisma y la desconfianza entre los cantones católicos y los protestantes definieron su política interior y paralizaron cualquier política exterior común hasta bien entrado el siglo XVIII.
A pesar de sus diferencias religiosas y de una alianza defensiva exclusivamente católica de los siete cantones (Goldener Bund), no se produjeron otros conflictos armados importantes directamente entre los cantones. Soldados de ambos bandos lucharon en las Guerras de Religión francesas.
Durante la Guerra de los Treinta Años, los trece cantones consiguieron mantener su neutralidad, en parte porque todas las grandes potencias de Europa dependían de los mercenarios suizos y no dejarían que Suiza cayera en manos de uno de sus rivales. Las Tres Ligas (Drei Bünde) de los Grisones aún no eran miembros de la Confederación, pero participaron en la guerra a partir de 1620, lo que les llevó a perder la Valtellina de 1623 a 1639.

## Desarrollo del protestantismo
Tras los violentos conflictos de finales del siglo XV, los cantones suizos tuvieron una generación de relativa estabilidad política. Como parte de su lucha por la independencia, ya en el siglo XV habían intentado limitar la influencia de la Iglesia en su soberanía política. Muchos monasterios ya habían pasado a estar bajo la supervisión secular, y la administración de las escuelas estaba en manos de los cantones, aunque los maestros generalmente seguían siendo sacerdotes.
Sin embargo, muchos de los problemas de la Iglesia también existían en la Confederación Suiza. Muchos clérigos, así como la Iglesia en su conjunto, disfrutaban de un estilo de vida lujoso que contrastaba con las condiciones de la gran mayoría de la población; este lujo se financiaba con los elevados impuestos eclesiásticos y la abundante venta de indulgencias. Muchos sacerdotes tenían escasa formación, y las doctrinas espirituales de la Iglesia eran a menudo ignoradas. Muchos sacerdotes no vivían en celibato sino en concubinato. Las nuevas ideas reformistas cayeron así en terreno fértil.

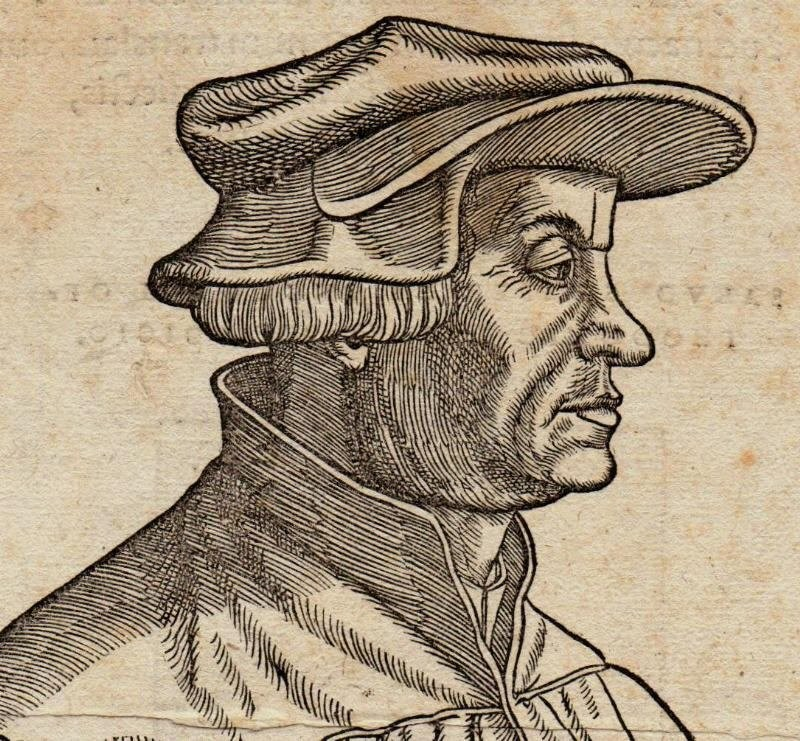
Ulrico Zwinglio (grabado de Hans Asper, 1531).

El principal impulsor de la Reforma en Suiza fue Ulrico Zwinglio, cuyas acciones durante el Caso de las salchichas se consideran actualmente el inicio de la Reforma en Suiza. Sus propios estudios, en la tradición del humanista renacentista, le habían llevado a predicar contra las injusticias y las jerarquías en la Iglesia ya en 1516, cuando todavía era sacerdote en Einsiedeln. Cuando fue llamado a Zürich, amplió sus críticas también a temas políticos y en particular condenó el negocio de los mercenarios. Sus ideas fueron recibidas favorablemente, sobre todo por los empresarios, los comerciantes y los gremios. La primera disputa de Zúrich de 1523 supuso un gran avance: el consejo de la ciudad decidió aplicar sus planes reformistas y convertirse al protestantismo.

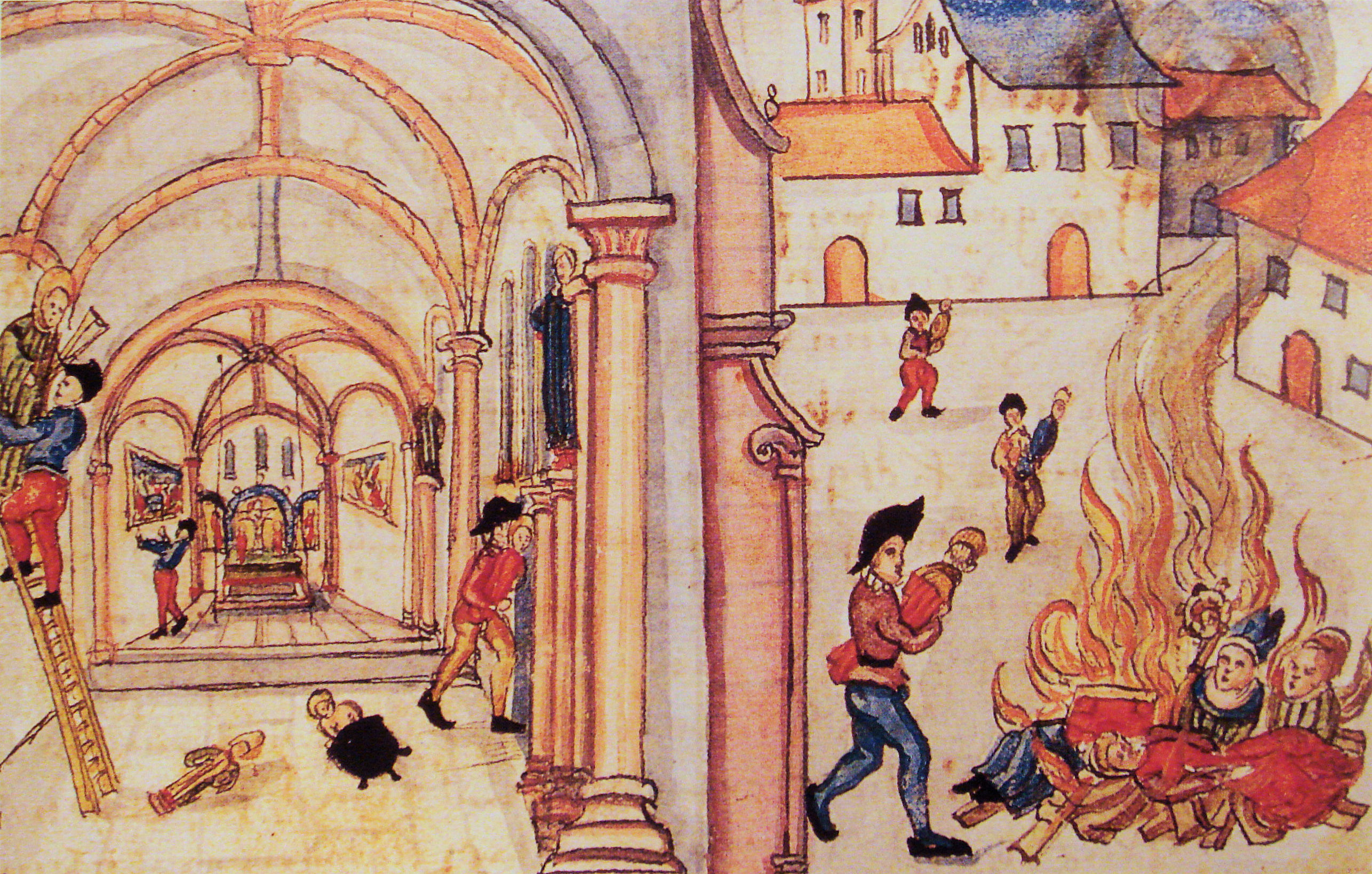
Iconoclasia en Zúrich, 1524.

En los dos años siguientes se produjeron profundos cambios en Zúrich. La Iglesia se secularizó por completo. Los sacerdotes fueron liberados del celibato y se eliminaron las opulentas decoraciones de las iglesias. El Estado asumió la administración de las propiedades de la Iglesia, financiando las obras sociales (que hasta entonces eran gestionadas íntegramente por la Iglesia), y también pagó a los sacerdotes. La última abadesa del Fraumünster, Katharina von Zimmern, entregó el convento con todos sus derechos y posesiones a las autoridades de la ciudad el 30 de noviembre de 1524. Incluso se casó al año siguiente.

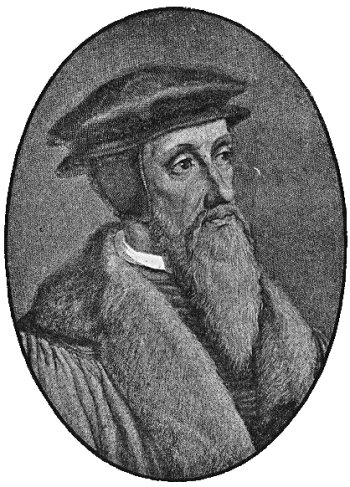
Juan Calvino

En los años siguientes, las ciudades de San Galo, Schaffhausen, Basilea, Bienne, Mulhouse y, finalmente, Berna (en 1528) siguieron el ejemplo de Zúrich. Sus territorios sometidos se convirtieron al protestantismo por decreto. En Basilea, el reformador Juan Ecolampadio fue activo. En San Galo, la Reforma fue adoptada por el alcalde Joachim Vadian. En Glaris,  Appenzell y en los  Grisones, que tenían los tres una estructura más republicana, los municipios individuales decidían a favor o en contra de la Reforma. En las partes francófonas, reformadores como Guillermo Farel habían estado predicando la nueva fe bajo la protección bernesa desde la década de 1520, pero sólo en 1536, justo antes de que Juan Calvino llegara allí, la ciudad de Ginebra se convirtió al protestantismo. Ese mismo año, Berna conquistó el hasta entonces Saboya Vaud y también instituyó allí el protestantismo.
A pesar de su conversión al protestantismo, los ciudadanos de Ginebra no estaban dispuestos a adoptar el nuevo y estricto orden eclesiástico de Calvino y les prohibieron la entrada a él y a Farel en 1538. Tres años después, tras la elección de un nuevo consejo municipal, Calvino fue llamado a regresar. Paso a paso, puso en práctica su estricto programa. Una contrarrevuelta en 1555 fracasó, y muchas familias establecidas abandonaron la ciudad.

### En busca de una teología común
Zwinglio, que había estudiado en Basilea al mismo tiempo que Erasmo, había llegado a una renovación más radical que Lutero y sus ideas diferían de este último en varios puntos. Un intento de reconciliación durante la Disputa de Marburgo de 1529 fracasó. Aunque los dos líderes carismáticos encontraron un consenso en catorce puntos, siguieron discrepando en el último sobre la Eucaristía: Lutero sostenía que a través de la unión sacramental el pan y el vino en la Cena del Señor se convertían realmente en la carne y la sangre de Cristo, mientras que Zwinglio consideraba que el pan y el vino eran sólo símbolos. Este  esquismo y la derrota de Zürich en la Segunda Guerra de Kappel en 1531, donde Zwinglio fue muerto en el campo de batalla, fueron un serio revés, limitando en última instancia el zwinglianismo a partes de la confederación suiza e impidiendo su adopción en zonas al norte del Rin.

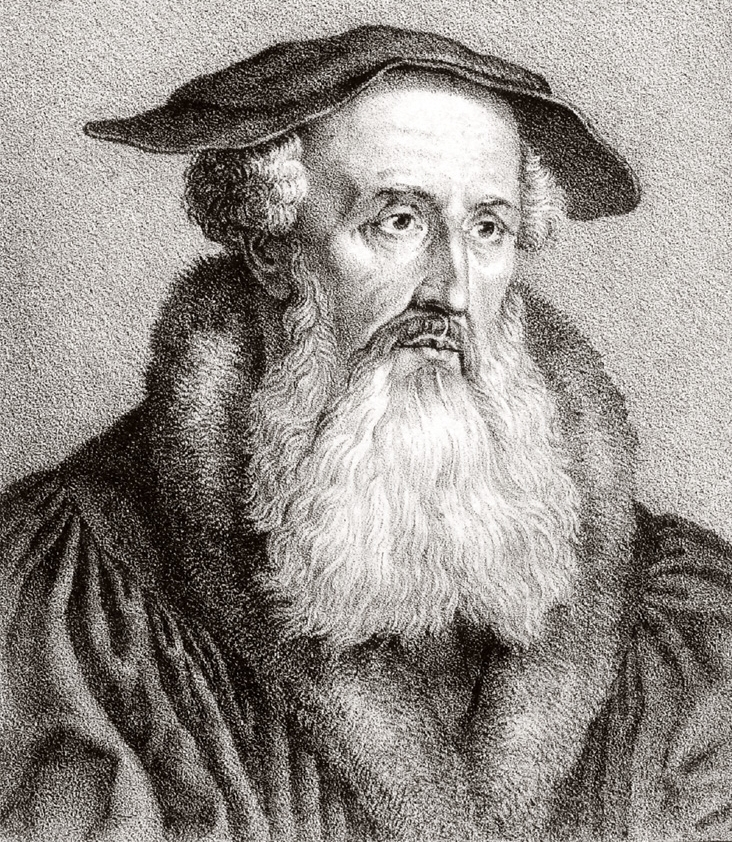
Heinrich Bullinger

Tras la muerte de Zwinglio, Heinrich Bullinger asumió su cargo en Zúrich. Los reformadores de Suiza continuaron durante las siguientes décadas reformando la Iglesia y mejorando su aceptación por parte del pueblo. Bullinger, en particular, también intentó salvar las diferencias entre el zwinglianismo y el calvinismo. Fue decisivo para establecer el Consensus Tigurinus de 1549 con Juan Calvino y la Confesiones helvéticas de 1566, que finalmente incluyó a todos los cantones protestantes y asociados de la confederación. La Confessio también fue aceptada en otras regiones protestantes europeas en Bohemia, Hungría, Polonia, los Países Bajos y Escocia, y junto con el Catecismo de Heidelberg de 1563, en el que Bullinger también tuvo un papel importante, y los Cánones de Dordrecht de 1619 se convertiría en el fundamento teológico del protestantismo de cepa calvinista.

## Guerra civil religiosa

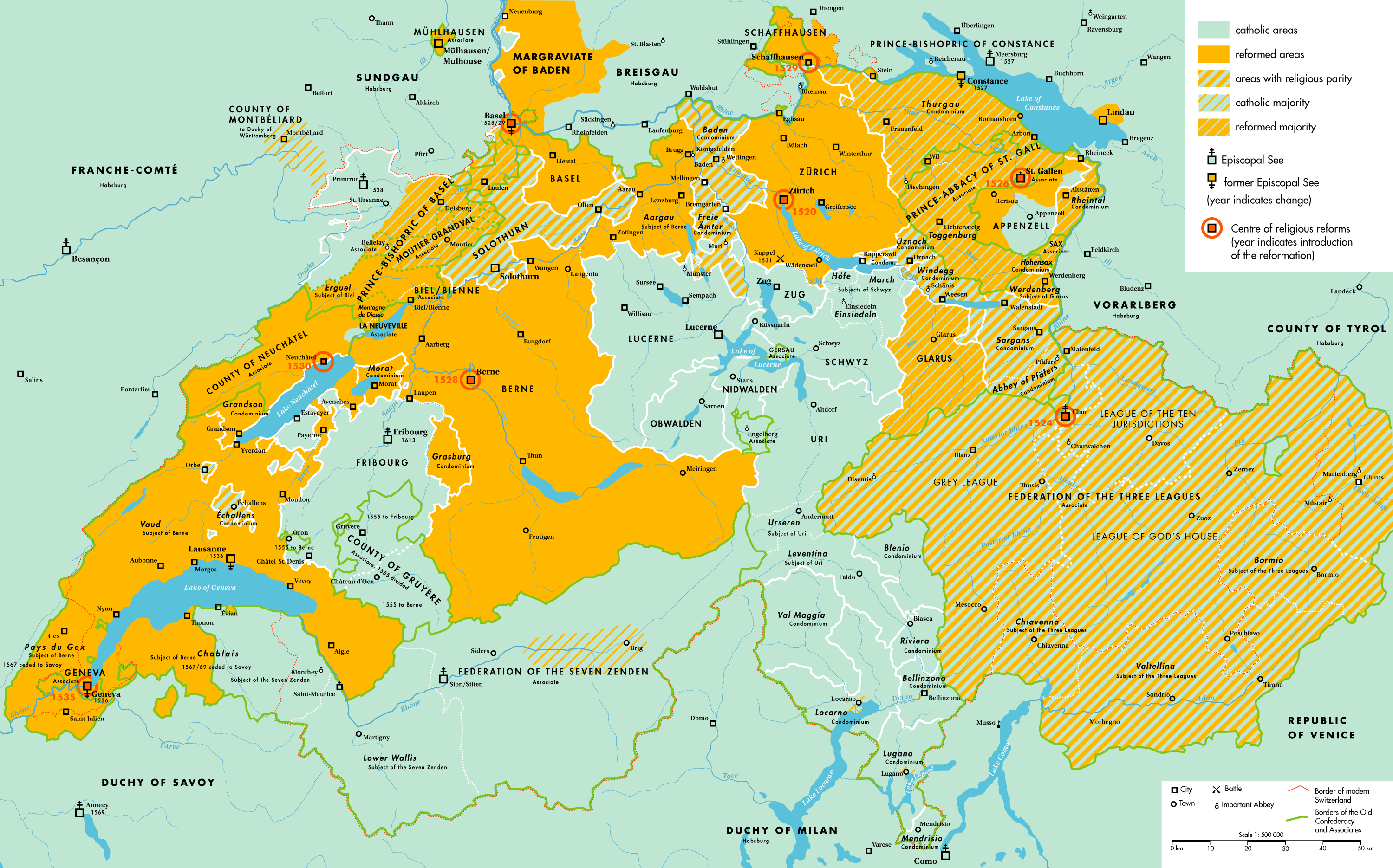
Mapa de la Antigua Confederación Suiza de 1536 mostrando la división religiosa.

El éxito de la Reforma en Zúrich y su rápida expansión territorial convirtieron definitivamente esta renovación religiosa en una cuestión política y en una importante fuente de conflictos entre los trece cantones. Los cantones alpinos de Uri, Schwyz, Unterwalden,  Lucerna y Zug se mantuvieron incondicionalmente católicos. Su oposición no era únicamente una cuestión de fe, sino que también influyeron razones económicas. Además de la agricultura, su economía dependía en gran medida de los servicios de mercenarios y de las recompensas económicas por los mismos. No podían permitirse perder esta fuente de ingresos, que era uno de los principales objetivos de las críticas reformistas. En cambio, las economías de las ciudades estaban más diversificadas, incluyendo una fuerte artesanía y gremios, así como un incipiente sector industrial. El cantón de Friburgo y el cantón de Solothurn también siguieron siendo católicos.
Los cinco cantones alpinos percibieron pronto la Reforma como una amenaza; ya en 1524 formaron la "Liga de los Cinco Cantones" (Bund der fünf Orte) para combatir la difusión de la nueva fe. Ambos bandos trataron de reforzar sus posiciones concertando alianzas defensivas con terceros: los cantones protestantes formaron una alianza de ciudades, que incluía las ciudades protestantes de  Constanza y Estrasburgo (Christliches Burgrecht), traducido de diversas maneras como Unión Cívica Cristiana, Coburguesía Cristiana, Confederación Cristiana y Federación Cristiana (en latín Zwinglio lo llamó Civitas Christiana o Estado Cristiano); los católicos pactaron con Fernando de Austria.
En un ambiente tan tenso, los pequeños incidentes podían ir fácilmente a más. Los conflictos surgieron especialmente por la situación en los territorios comunes, donde la administración cambiaba bianualmente entre los cantones y, por tanto, cambiaba entre las reglas católicas y las protestantes. Varios intentos de mediación fracasaron, como la disputa de  Baden en 1526.
Tras numerosos incidentes menores y provocaciones por ambas partes, un pastor protestante fue quemado en la hoguera en Schwyz en 1529, y en represalia Zürich declaró la guerra. Gracias a la mediación de los demás cantones, se evitó a duras penas la guerra abierta (conocida como la Primera Guerra de Kappel), pero el acuerdo de paz (Erster Landfriede) no fue precisamente favorable para el partido católico, que tuvo que disolver su alianza con los Habsburgo austriacos. Las tensiones siguieron sin resolverse en lo esencial.

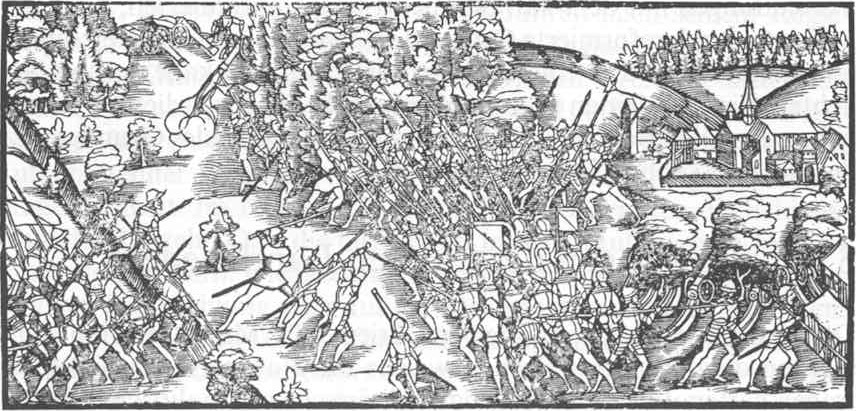
Las fuerzas de Zürich son derrotadas en la batalla de Kappel.

Dos años más tarde, estalló la segunda guerra de Kappel. Zúrich tomaba como pretexto la negativa de los cantones católicos a ayudar a los Grises en la guerra del Musso, pero el 11 de octubre de 1531, los cantones católicos derrotaron decisivamente a las fuerzas de Zúrich en la batalla de Kappel am Albis. Zwinglio murió en el campo de batalla. Los cantones protestantes tuvieron que aceptar un tratado de paz, el llamado Zweiter Kappeler Landfriede, que forzó la disolución de la alianza protestante (Christliches Burgrecht). Daba prioridad al catolicismo en los territorios comunes, pero permitía que los municipios que ya se habían convertido siguieran siendo protestantes. Sólo los lugares estratégicamente importantes, como el Freiamt o los que se encontraban en la ruta de Schwyz al valle del Rin en Sargans y, por tanto, a los pasos alpinos de los Grisones, fueron recatolizados a la fuerza. En sus propios territorios, los cantones seguían siendo libres de implantar una u otra religión. La paz prescribía así el principio Cuius regio, eius religio que también se adoptaría en la paz de Augsburgo en el Sacro Imperio Romano en 1555. Desde el punto de vista político, esto dio a los cantones católicos una mayoría en la Tagsatzung, la dieta federal de la confederación.
Cuando se disolvió su alianza de ciudades protestantes, Zúrich y las ciudades del sur de Alemania se unieron a la Liga de Esmalcalda, pero en las guerras religiosas alemanas de 1546/47, Zúrich y los demás cantones protestantes suizos se mantuvieron estrictamente neutrales. Con la victoria de Carlos V se rompieron las relaciones anteriormente estrechas con las ciudades protestantes de Suabia en el Sacro Imperio Romano Germánico: muchas ciudades, como Constanza, fueron recatolizadas y muchas quedaron bajo un régimen estrictamente aristocrático.

## La contrarreforma

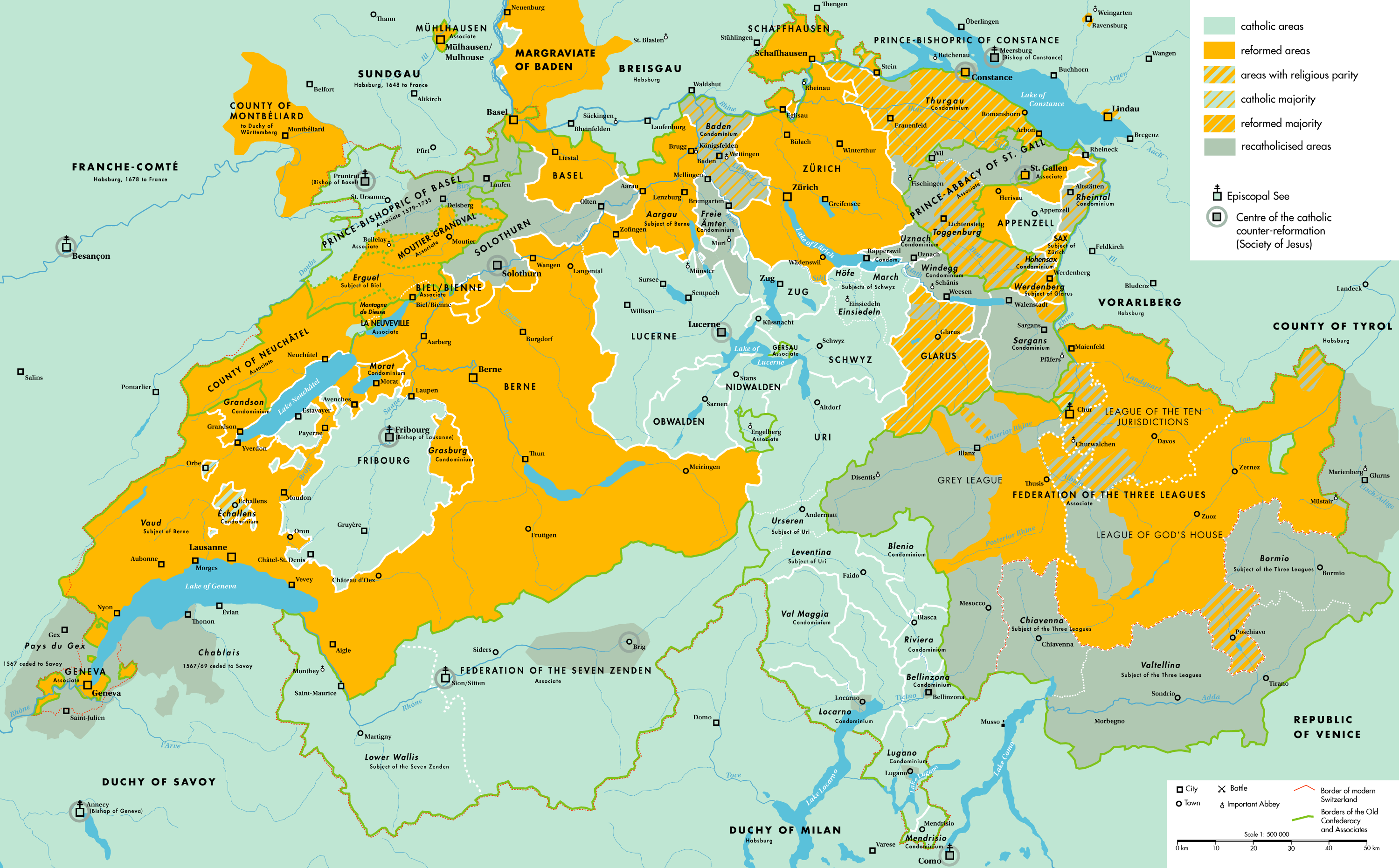
División religiosa de la Antigua Confederación durante los siglos y

Mientras que la Iglesia oficial permaneció pasiva durante los inicios de la Reforma, los cantones católicos suizos tomaron pronto medidas para mantener a raya al nuevo movimiento. Asumieron poderes judiciales y financieros sobre el clero, establecieron firmes normas de conducta para los sacerdotes, prohibieron el concubinato y se reservaron el derecho de nombrar en primer lugar a los sacerdotes, que previamente habían sido asignados por los obispados. También prohibieron la impresión, distribución y posesión de tratados reformistas; y prohibieron el estudio del hebreo y del griego (para acabar con el estudio independiente de las fuentes bíblicas). En general, estas medidas tuvieron éxito: no sólo impidieron la propagación de la Reforma en los cantones católicos, sino que también hicieron que la Iglesia dependiera del Estado y, en general, reforzaron el poder de las autoridades civiles.

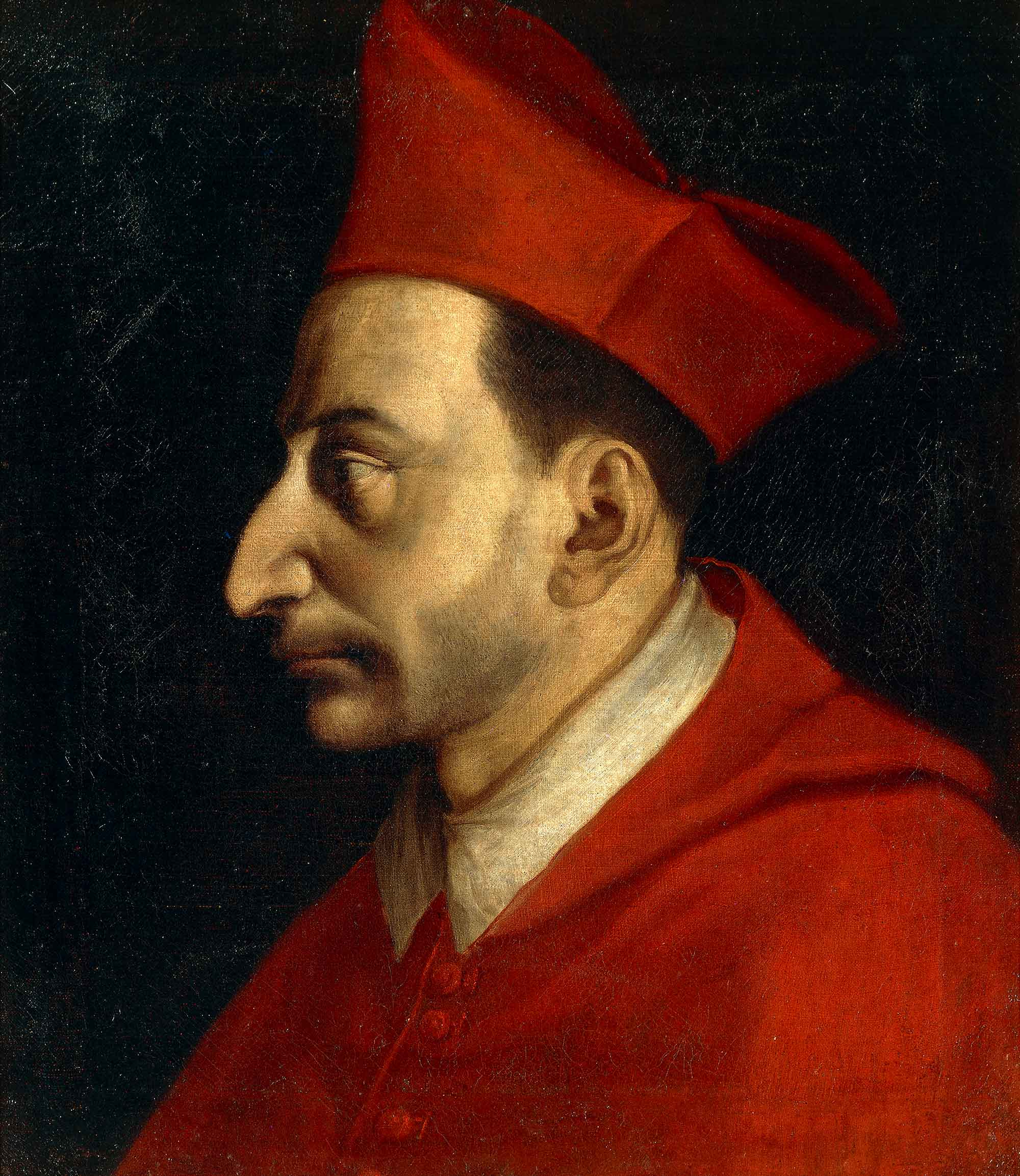
Carlos Borromeo

Los cantones católicos también mantuvieron su dominio de la Iglesia católica tras el Concilio de Trento (1545 a 1563), aunque habían aceptado sus posiciones. Se opusieron a los planes del Cardenal Borromeo de crear un nuevo obispado en la Suiza central. Sin embargo, participaron en el programa educativo de Trento. En 1574 se fundó el primer colegio de la Compañía de Jesús en  Lucerna. Pronto le siguieron otros, y en 1579 se fundó en Milán una universidad católica para sacerdotes suizos, el Colegio helvético. En 1586, se abrió una nunciatura en Lucerna. Los capuchinos también fueron llamados a ayudar; en 1581 se fundó un claustro de capuchinos en Altdorf.
Paralelamente a estos esfuerzos de reforma de la Iglesia católica, los cantones católicos procedieron también a la recatolización de las regiones que se habían convertido al protestantismo. Además de las reconversiones en los territorios comunes, en 1560 los cantones católicos intentaron por primera vez deshacer la Reforma en Glaris, donde los católicos eran minoría.
Los cinco cantones católicos formaron una alianza militar con el Papa y el Ducado de Saboya católico, y contaron con el apoyo de Aegidius Tschudi, el Landammann (magistrado principal) de Glaris. Pero debido a la falta de dinero, no pudieron intervenir en Glaris por la fuerza. En 1564, acordaron un tratado que prescribía la separación de religiones en Glaris. A partir de entonces había "dos" asambleas legislativas ('Landsgemeinde') en el cantón, una católica y otra protestante, y Glaris enviaría un representante católico y otro protestante a la "Tagsatzung".
El Obispo de Basilea, Jakob Christoph Blarer von Wartensee, trasladó su sede a Porrentruy en las  montañas del Jura en 1529, cuando Basilea se convirtió en protestante. En 1581, el obispado recuperó el valle del río Birs situado al suroeste de Basilea. En Appenzell, donde ambas confesiones coexistieron de forma más o menos pacífica, las actividades contrarreformistas que comenzaron con la llegada de los  frailes capuchinos desembocaron en la división del cantón en 1597 en el Cantón de Appenzell Rodas Interiores católico y el Cantón de Appenzell Rodas Exteriores protestante, que tenían un voto en la Tagsatzung.

## Desarrollo en el oeste
Los  Duques de Saboya habían intentado ya durante siglos obtener la soberanía sobre la ciudad de Ginebra, rodeada de territorio saboyano, pues el Vaud al norte del lago Lemán pertenecía al ducado. La Reforma hizo que los conflictos volvieran a intensificarse. Ginebra exilió a su obispo, apoyado por Saboya, en 1533 a Annecy. Berna y el Valais aprovecharon la implicación del duque en el norte de Italia y su oposición a Francia. Cuando Francisco II Sforza murió en Milán en 1534, las tropas del duque se vieron obligadas por el compromiso francés allí, y Berna conquistó rápidamente el Vaud y, junto con el Valais, también los territorios al sur del lago Lemán en 1536.
La alianza de 1560 de los cantones católicos con Saboya animó al duque Manuel Filiberto a plantear reclamaciones sobre los territorios que su padre Carlos III había perdido en 1536. Tras el tratado de Lausana de 1564, Berna tuvo que devolver el Chablais al sur del Lago Lemán y el País de Gex (entre Ginebra y Nyon) a Saboya en 1567, y el Valais devolvió los territorios al oeste de Saint Gingolph dos años después en el tratado de Thonon. De este modo, Ginebra volvió a ser un enclave protestante dentro de los territorios católicos de Saboya y, en consecuencia, intensificó sus relaciones con la confederación suiza y con Berna y Zúrich en particular. Su petición de ser aceptada plenamente en la confederación —la ciudad era sólo un estado asociado— fue rechazada por la mayoría católica de los cantones.

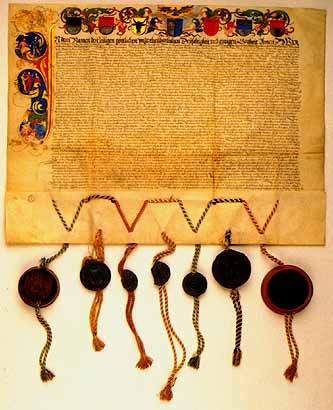
La Liga Dorada (Goldener Bund) de 1586

Los mercenarios de los cantones suizos participaron en las guerras de religión francesas en todos los bandos. Los de los cantones protestantes lucharon en el bando de los hugonotes, apoyando a Enrique de Navarra, mientras que las tropas católicas lucharon por el rey Enrique III de Francia. En 1586, los siete cantones católicos (los cinco cantones alpinos, más Friburgo y Solothurn) formaron una alianza exclusivamente católica llamada "Liga Dorada" (Goldener Bund, llamada así por las iniciales doradas del documento) y se pusieron del lado del Guises, que también contaba con el apoyo de España. En 1589, Enrique III fue asesinado y Enrique de Navarra le sucedió como Enrique IV de Francia, por lo que los mercenarios protestantes lucharon ahora por el rey.
Desde 1586, el duque de Saboya, Carlos Manuel I, había puesto a Ginebra bajo embargo. Con la nueva situación de 1589, la ciudad obtuvo ahora el apoyo no sólo de Berna, sino también del rey francés, y entró en guerra. La guerra entre Ginebra y Saboya continuó incluso después de la Paz de Vervins y el Edicto de Nantes de 1598, que puso fin a las guerras en Francia propiamente dichas. En la noche del 11 al 12 de diciembre de 1602, las tropas del duque intentaron sin éxito asaltar la ciudad, que mantuvo definitivamente su independencia de Saboya en la paz de Saint Julien, concluida en el verano siguiente. La refutación de este ataque, L'Escalade, se conmemora todavía hoy en Ginebra.
También en 1586, un golpe de Estado católico en Mulhouse, asociado a la confederación, provocó la intervención militar de los cantones protestantes, que rápidamente restauraron el antiguo orden protestante. Estrasburgo, otra ciudad protestante, quiso unirse a la confederación en 1588, pero al igual que Ginebra unos veinte años antes, fue rechazada por los cantones católicos. En el Valais, la Reforma había tenido cierto éxito, especialmente en la parte baja del valle del Ródano. Sin embargo, en 1603 los cantones católicos intervinieron y, con su apoyo, la recatolización tuvo éxito y las familias protestantes tuvieron que emigrar.

## Guerra de los treinta años

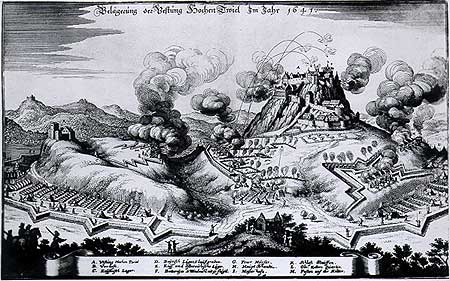
Sitio del fuerte de Hohentwiel en 1641.

Durante la Guerra de los Treinta Años, Suiza era un relativo "oasis de paz y prosperidad" (Grimmelshausen) en una Europa devastada por la guerra. Los cantones habían celebrado numerosos contratos de mercenarios y alianzas de defensa con socios de todos los bandos. Algunos de estos contratos se neutralizaban entre sí, lo que permitía a la confederación mantenerse neutral. Desde el punto de vista político, todas las potencias vecinas trataron de influir, a través de comandantes mercenarios como Jörg Jenatsch o Johann Rudolf Wettstein.
A pesar de las diferencias religiosas de los cantones, la Tagsatzung desarrolló un fuerte consenso contra cualquier participación militar directa. La confederación no permitió que ningún ejército extranjero atravesara su territorio: los pasos alpinos permanecieron cerrados para España, al igual que se rechazó una oferta de alianza del rey sueco Gustav Adolfo. La única excepción fue el permiso para que el ejército francés de Enrique de Rohan marchara a través de los cantones protestantes hasta los Grisones. Hasta 1647 no se montó una defensa común cuando los ejércitos de Suecia llegaron de nuevo al Lago de Constanza.
Los Grisones no tuvieron esa suerte. Las Tres Ligas eran una federación de 48 municipios individuales que eran en gran medida independientes; su asamblea común no tenía poderes reales. Si bien esto ayudó a evitar grandes guerras religiosas durante y después de la Reforma, las disputas entre los clanes principales (por ejemplo, entre los von Planta y los von Salis) eran comunes. Cuando una disputa de este tipo se extendió a la Valtellina en 1619, un territorio sometido a las Tres Ligas, la población respondió de la misma manera, matando a los gobernantes protestantes en 1620 y pidiendo ayuda a los  Habsburgo en España. Durante los siguientes veinte años, los Grisones fueron asolados por una guerra conocida como Confusión de las Ligas. Para los Habsburgo, los Grisones eran una conexión estratégicamente importante entre Milán y Austria. La Valtellina pasó a ser española, y otras partes del noreste de los Grisones fueron ocupadas y recatolizadas por Austria.
Francia intervino por primera vez en 1624, pero no consiguió expulsar a los españoles de los Grisones hasta 1636. Sin embargo, el ejército francés de Henri de Rohan tuvo que retirarse tras las intrigas políticas de Jürg Jenatsch, que consiguió enfrentar a los franceses con los españoles. Hasta 1639, las Tres Ligas habían readquirido todo su territorio, recomprando las partes ocupadas por Austria. Incluso se les restituyeron sus territorios súbditos en el sur (Valtellina, Bormio y Chiavenna), aunque estos debían seguir siendo católicos bajo la protección de Milán.
El alcalde de Basilea, Johann Rudolf Wettstein, abogó por el reconocimiento formal de la Confederación Suiza como estado independiente en la paz de Westfalia. Aunque era independiente de facto desde el final de la Guerra de Suabia en 1499, la confederación seguía siendo oficialmente una parte del Sacro Imperio Romano. Con el apoyo de Enrique II de Orleans, que también era príncipe de Neuchâtel y jefe de la delegación francesa, consiguió la exención formal del imperio para todos los cantones y asociados de la confederación.

## Evolución social

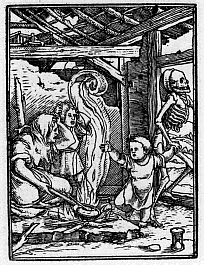
Una hoja del Totentanz de Hans Holbein, 1538.

Los historiadores cuentan 13 (Ginebra) o 14 (San Gall) brotes de peste en Suiza entre 1500 y 1640, lo que supone 31 años de peste, y desde 1580, cada cuatro o cinco años se produjeron brotes de viruela con una tasa de mortalidad especialmente alta (80-90%) entre los niños menores de cinco años. No obstante, la población de Suiza creció en el siglo XVI de unos 800 000 habitantes a aproximadamente 1,1 millones, es decir, en más de un 35%.

### Absolutismo en alza
Este crecimiento demográfico provocó cambios significativos en una sociedad preindustrial que ya no podía ampliar significativamente su territorio. La dependencia de la confederación de las importaciones aumentó y los precios se dispararon. En el campo, los asentamientos de las fincas se convirtieron cada vez más en pequeñas propiedades insuficientes para mantener a una familia, y una nueva clase de jornaleros (Tauner) creció de forma desproporcionada. También en las ciudades aumentó el número de pobres. Al mismo tiempo, los territorios rurales sometidos se hicieron cada vez más dependientes (financieramente) de las ciudades. El poder político se concentró en unas pocas familias ricas, que con el tiempo llegaron a considerar sus cargos como hereditarios y trataron de limitarlos a su propio círculo exclusivo. Esto provocó la respuesta tanto de los campesinos como de los ciudadanos libres, que se resintieron de tal recorte de sus derechos democráticos, y hacia 1523/25, también alimentados por el espíritu reformista, estallaron revueltas en muchos cantones, tanto rurales como urbanos. El objetivo principal de los insurgentes era la restitución de los derechos comunes de antaño, no la institución de un nuevo orden. Aunque comúnmente se denomina Guerra de los Campesinos, el movimiento incluía también a los ciudadanos libres, que veían restringidos sus derechos también en las ciudades. A diferencia de lo que ocurrió en el Sacro Imperio Romano Germánico, donde las hostilidades se intensificaron y la rebelión fue sofocada por la fuerza, en la confederación solo hubo conflictos armados aislados. Las autoridades, ya implicadas en actividades reformistas o contrarreformistas, solo consiguieron someter estos levantamientos mediante concesiones. Sin embargo, las tendencias del absolutistismo siguieron transformando lentamente los cantones demócratas en oligarquías. Hacia 1650, el orden absolutista estaba firmemente establecido y prevalecería durante otros 150 años como Antiguo Régimen.

### Persecución
La intolerancia generalizada de la época, atestiguada por la Inquisición, amplificada por los conflictos entre protestantes y católicos, no dejaba lugar a los disidentes. Los anabaptistas, que llevaron la idea de derivar nuevas normas sociales del estudio directo de las fuentes bíblicas aún más lejos que los reformadores protestantes, sólo entraron en conflicto no sólo con las Iglesias establecidas sobre la cuestión del bautismo sino también con las autoridades civiles porque, al no encontrar ninguna justificación bíblica, se negaron a pagar impuestos o a aceptar cualquier autoridad. Tanto los cantones católicos como los protestantes los persiguieron con todas sus fuerzas. Tras el ahogamiento forzoso de Felix Manz en el Limmat de Zúrich en 1527, muchos anabaptistas emigraron a Moravia. A los  antitrinitarios no les fue mejor; Miguel Servet fue quemado en la hoguera en Ginebra el 27 de octubre de 1553.
De todos modos, en aquella época no existía la libertad de religión individual en Suiza —ni en toda Europa—. La máxima de cuius regio, eius religio ("La región de quién, su religión") significaba que los súbditos debían adoptar la fe de sus gobernantes. Los disidentes que no querían convertirse normalmente tenían que emigrar (pero también se les permitía) a otra región donde su fe fuera la religión del Estado. La familia Bullinger, por ejemplo, tuvo que trasladarse de Bremgarten en el Freiamt, que fue recatolizado tras la segunda guerra de Kappel, a la ciudad protestante de Zúrich.
En el siglo XVI también se produjo el auge de la caza de brujas en Europa, y Suiza no fue una excepción. A partir de 1530, culminando hacia 1600, y luego disminuyendo lentamente, se celebraron numerosos juicios de brujas tanto en los cantones protestantes como en los católicos. Estos juicios a menudo terminaban con sentencias de muerte (generalmente en la hoguera) para los acusados, que normalmente eran mujeres ancianas, personas lisiadas u otros marginados sociales.

### Ciencias y artes: el Renacimiento en Suiza

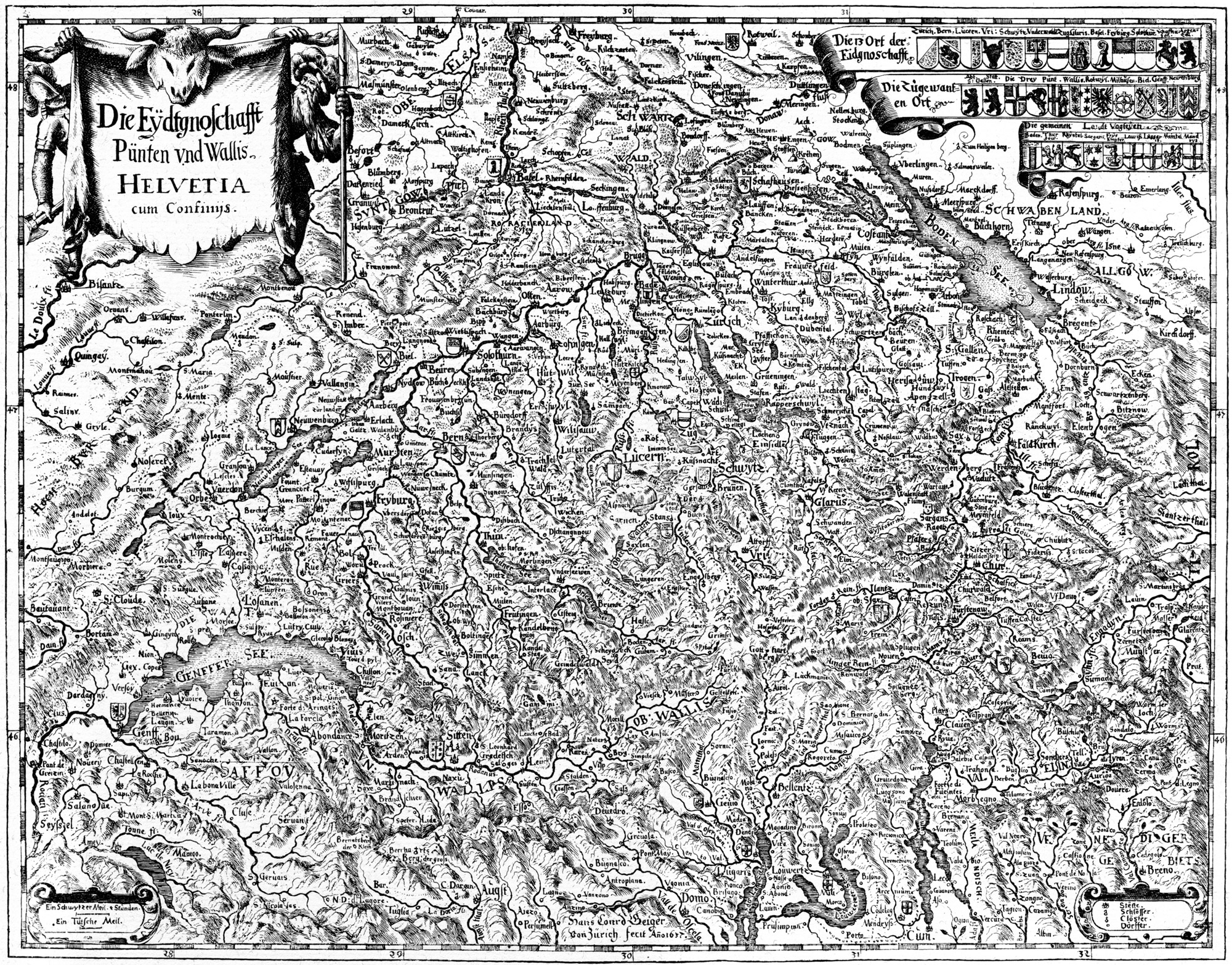
La antigua Confederación Suiza en un mapa incluido en la "Topographia Helvetiae" de Matthäus Merian 1652

El Humanismo y el Renacimiento propiciaron nuevos avances en las ciencias y las artes. Paracelso enseñó en la Universidad de Basilea.  Hans Holbein el Joven trabajó hasta 1526 en Basilea; su estilo alto renacentista tuvo una profunda influencia en los pintores suizos. Conrad Gessner realizó en Zúrich estudios de botánica sistemática, y los mapas geográficos y vistas de ciudades elaborados, por ejemplo, por Matthäus Merian muestran el inicio de una cartografía científica. En 1601 se inventó en Zúrich una primera versión del teodolito, que se utilizó rápidamente para triangular la ciudad. Basilea y Ginebra se convirtieron en importantes centros de impresión, con una producción igual a la de, por ejemplo, Estrasburgo o Lyon. La impresión de tratados reformistas favoreció enormemente la difusión de estas ideas. Los primeros periódicos aparecieron a finales del siglo XVI, pero desaparecieron pronto debido a la censura de las autoridades absolutistas. En la arquitectura, hubo una fuerte influencia italiana y especialmente florentina, visible en muchas de las casas de los ricos magistrados. El famoso arquitecto barroco, Francesco Borromini, nació en 1599 en el Cantón del Tesino.
Muchos hugonotes y otros refugiados protestantes de toda Europa huyeron a Basilea, Ginebra y Neuchâtel. Ginebra, bajo el mandato de Calvino y su sucesor Theodore Beza, exigía su naturalización y la estricta adhesión a la doctrina calvinista, mientras que Basilea, donde se había reabierto la universidad en 1532, se convirtió en un centro de libertad intelectual. Muchos de estos inmigrantes eran hábiles artesanos o empresarios y contribuyeron en gran medida al desarrollo de la banca y la industria relojera.